# Testudo kleinmanni
Testudo kleinmanni là một loài rùa trong họ Testudinidae. Loài này được Lortet mô tả khoa học đầu tiên năm 1883.

## Hình ảnh

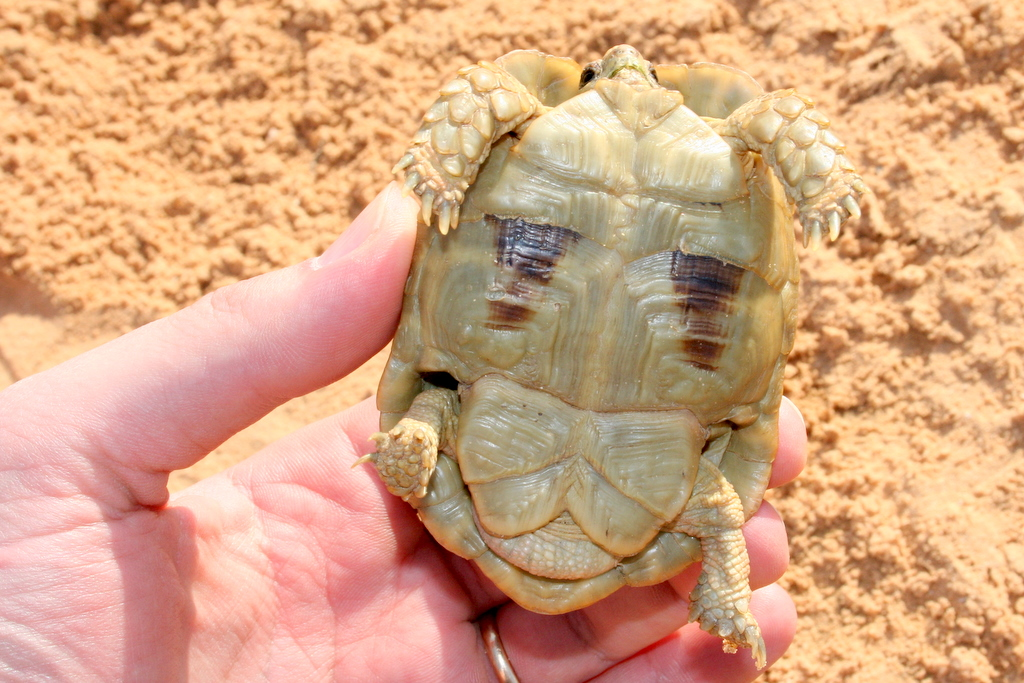
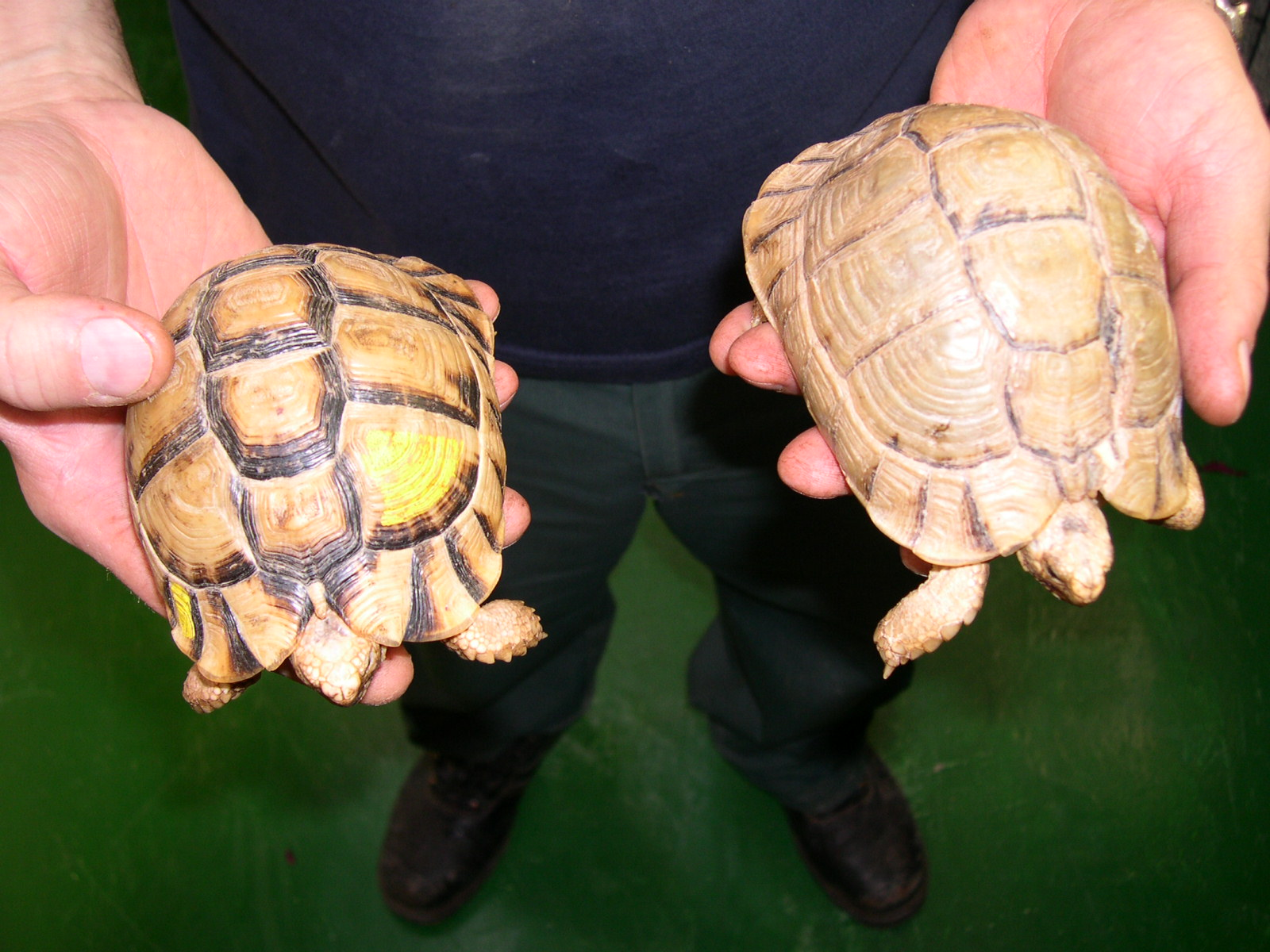
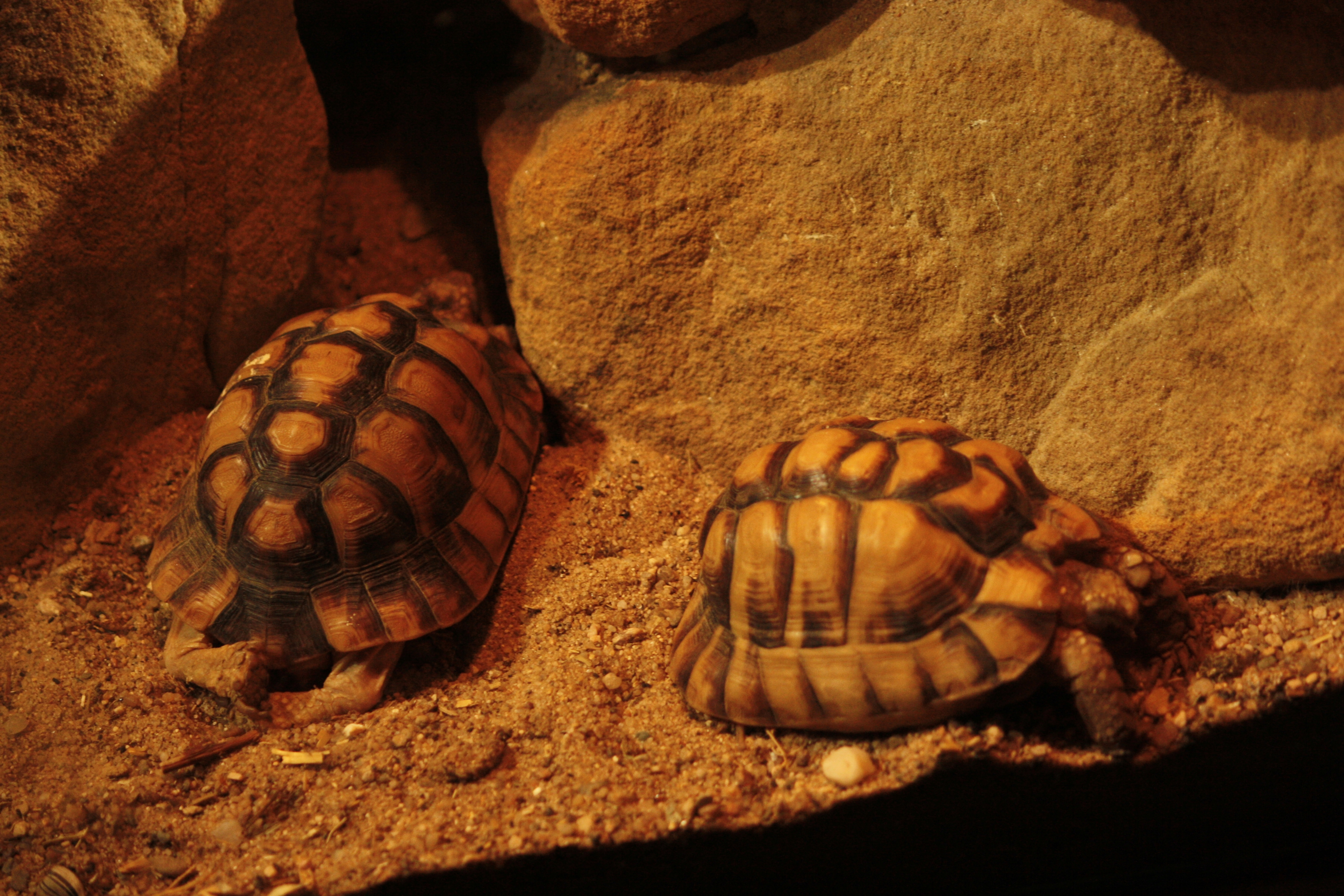
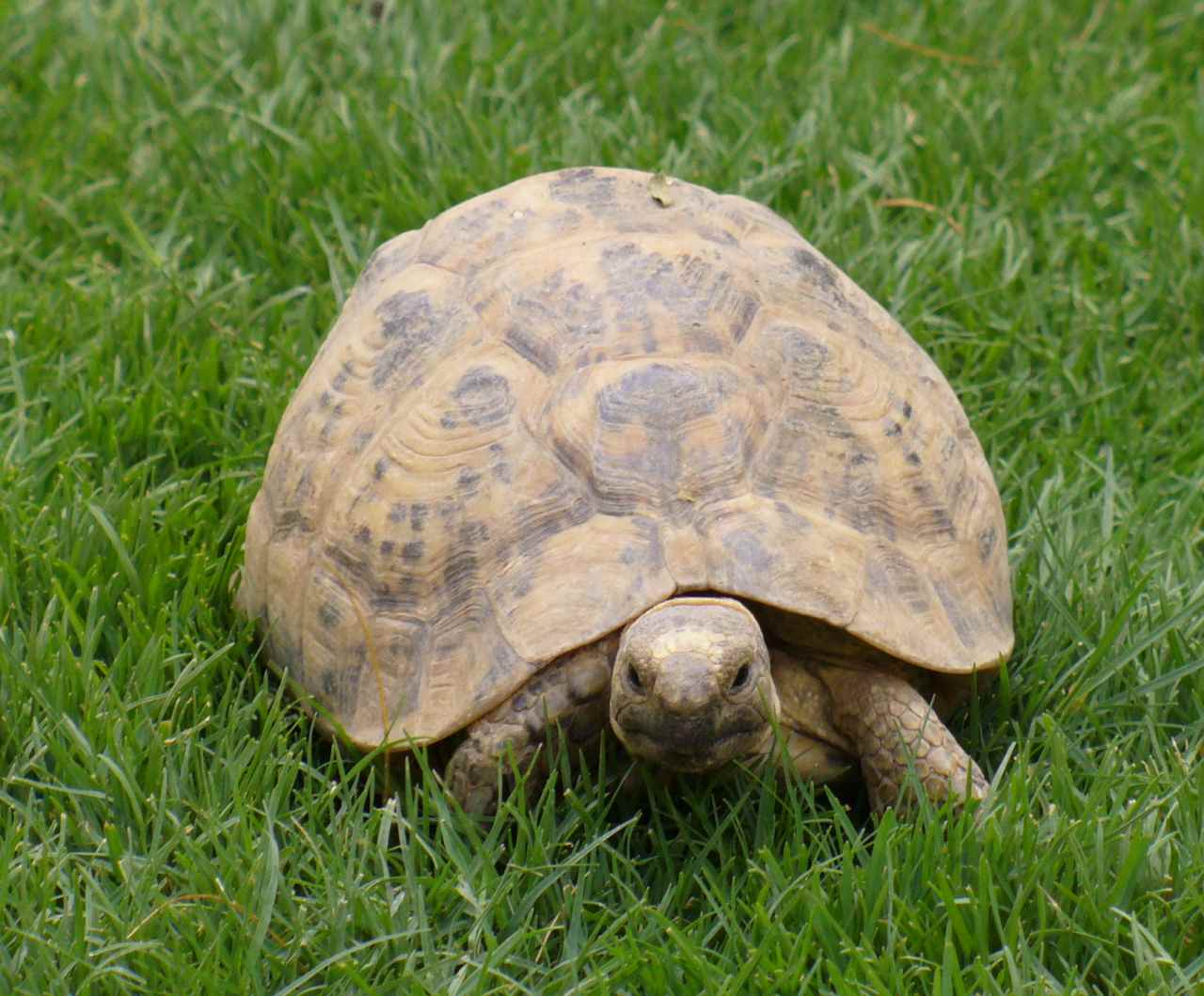

- Tập tin:Piastrone T. werneri destra, T.kleinmanni destra.JPG